# Вараны
Вара́ны (лат. Varanus) — род ящериц из инфраотряда Paleoanguimorpha, единственный современный род в семействе варанов или варановых (Varanidae).

## Описание

### Характерные признаки
Самым крупным современным видом рода является комодский варан (Varanus komodoensis), с максимальной зарегистрированной длиной около 3,13 метров в длину. Наиболее мелкий вид — Varanus sparnus длиной 23 сантиметра и массой 16,3 граммов.
Настоящие вараны образуют хорошо оформленную группу, представителей которой легко идентифицировать по вытянутому телу, удлинённой шее, полувыпрямленному положению конечностей и раздвоенному языку. Вараны отличаются от других ящериц полностью окостеневшим черепом. Зубная и пластинчатая кости отделены от остальных костей нижней челюсти вертикальным швом, формирующим подвижное сочленение.
Зубы плевродонтные, обычно конические и острые, расширенные у основания. У форм, питающихся моллюсками, задние зубы расширенные и притупленные. У комодского варана зубы сильно сжаты с боков и обладают зазубренными режущими краями, более выраженными, чем у других видов с пильчатыми зубами. У крокодилового варана зубы очень длинные, и также несут хорошо развитые режущие кромки на передней и задней стороне. Зубы варанов демонстрируют слабую лабиринтовую складчатость дентина, которая видна на поверхности как продольная исчерченность. На нёбных и крыловидных костях у современных варанов зубы отсутствуют.
Язык длинный, спереди глубоко раздвоенный, способен втягиваться в специальное влагалище, как у змей.
Довольно крупные глаза расположены по бокам головы, хорошо развиты, имеют круглый зрачок и раздельные подвижные веки. Ушные отверстия открытые, большие.
Вытянутая голова сидит на длинной шее, переходящей в удлиненное мощное тело. Хорошо развитые мускулистые пятипалые конечности снабжены изогнутыми когтями. Хвост сильный и довольно длинный. Полуводные виды используют хвост как основной орган передвижения при плавании, и у них хвост сильно сжат с боков, имеет в верхней части киль. У древесных видов хвост может быть цепким. Вараны могут использовать хвост и как орудие защиты, нанося им, словно кнутом, сильные удары. Чешуя мелкая, округлой или овальной формы. Брюшные щитки мелкие, прямоугольной формы и расположены более или менее правильными поперечными рядами. Голова покрыта мелкими многоугольными щитками.

### Распространение
Обитают в Африке (отсутствуют на Мадагаскаре), Азии, Австралии. Большинство современных видов распространено в Австралии и Новой Гвинее.

### Образ жизни
Вараны распространены в тропиках и субтропиках и живут в самых разных биотопах: от песчаных пустынь до влажных тропических лесов и морских побережий.
Вараны имеют высокие аэробные способности, что частично обеспечивается уникальной анатомией их сердца. В то время как у большинства рептилий — трёхкамерные сердца с неполной перегородкой (вследствие чего артериальная кровь смешивается с венозной), сердца варанов имеют хорошо развитую желудочковую перегородку, которая полностью разделяет два круга кровообращения. Это позволяет варанам создавать перепады давления между двумя кругами кровообращения, как у млекопитающих, что, в свою очередь, гарантирует, что содержащая кислород кровь быстро распространяется по организму, не наводняя легкие кровью высокого давления.
Большинство варанов ведут наземный образ жизни, но существует множество древесных и полуводных видов. Полуводные виды хорошо плавают и ныряют, некоторые из них могут оставаться под водой около часа.
Как правило, эти ящерицы активны днём. Тёмный варан часто активен в сумерках, для комодского и полосатого варанов также отмечалась ночная активность.

### Питание
Вараны являются хищниками и питаются различными беспозвоночными и позвоночными животными: насекомыми, моллюсками, ракообразными, рыбой, амфибиями, ящерицами, змеями (в том числе ядовитыми видами), мелкими млекопитающими и птицами, а также яйцами птиц и рептилий. Многие вараны являются каннибалами и молодые особи часто поедаются своими более старшими сородичами. Комодский варан охотится на таких крупных животных, как олени, буйволы и дикие свиньи, раздирая их своими зазубренными зубами. На относительно крупных животных также часто охотится и крокодиловый варан, имеющий схожие краниальные адаптации. Крупные виды варанов часто поедают падаль. Лишь для Varanus olivaceus и смарагдового варана отмечено поедание растительной пищи — фруктов. Преимущественно растительноядным является карликовый варан.
Добычу вараны отыскивают в основном при помощи зрения и по запаху, с помощью длинного языка и хорошо развитого органа Якобсона. Мелкая жертва убивается сжатием мощных челюстей и энергичным встряхиванием, ударами о землю — таким образом варан душит добычу и ломает ей ребра и позвонки, как правило стараясь схватить жертву мертвой хваткой за шею. Крупную добычу вараны многократно кусают, причиняя ей смертельную кровопотерю, и повреждая мышцы и сухожилия на ногах, лишая возможности сопротивляться или спастись бегством. Немаловажную роль в охоте играет сильный хвост, ударом которого варан может оглушить или сбить с ног небольших животных. У многих видов также отмечено наличие ядовитых желез, хотя их роль в убийстве добычи остается спорной. Даже крупную жертву вараны заглатывают целиком, чему способствует относительно подвижное сочленение костей нижней челюсти. Мозговая коробка варанов, как и у змей, снизу защищена костями, предохраняющими мозг от возможного механического повреждения при заглатывании крупной добычи. Очень крупную жертву вараны могут расчленять, придерживая пищу передними лапами и отрывая куски зубами или, наоборот, удерживая в пасти и разрывая когтями передних лап. Комодский варан особенно хорошо приспособлен к расчленению крупной добычи, с легкостью вырывая зубами огромные куски плоти. В отличие от змей, которые натягиваются на добычу при помощи движения половинок челюстей, вараны проглатывают крупную добычу, упираясь ей об землю или об дерево, или энергичными рывками головы. Кроме того, мощные мышцы глотки также способствуют проталкиванию добычи в пищевод. Язык варана во время еды убирается и не участвует в приеме пищи, в то время как многие ящерицы ловят им еду или проталкивают пищу в глотку. Непереваренные остатки пищи, например, перья, шерсть, чешуя, копыта, хитин насекомых некоторые представители видов могут отрыгивать.

### Размножение
Все вараны яйцекладущие. В зависимости от вида, самки откладывают от 4 до 70 яиц в увлажненную почву, растительный мусор, в норы, дупла деревьев или термитники. Некоторые вараны, например комодский, способны к партеногенезу.

## Значение для человека
Кожа крупных варанов используется в галантерейной промышленности для изготовления различных аксессуаров, предметов обуви и одежды. В некоторых странах эти ящерицы являются традиционными объектами промысла — их мясо и яйца употребляются в пищу местным населением.
Некоторые виды варанов стали популярными террариумными животными. Наиболее часто содержится в неволе капский варан, благодаря относительно небольшому размеру, спокойному характеру и невысокой цене. Однако в террариумах содержат и варанов других видов: например, кольцехвостого, смарагдового, полосатого, мангрового, белогорлого.
Крупнейшие в мире вараны (комодские, крокодиловые и полосатые) могут нападать на людей, что приводит к тяжёлым увечьям или даже смерти последних.

## Эволюция и палеонтология
Наиболее ранним достоверно определённым членом рода Varanus является Varanus rusingensis из раннего миоцена (примерно 18 млн лет назад) острова Русинга, Кения.
Помимо варана с острова Русинга, не известно достаточно полных находок остатков ископаемых видов рода Varanus: существуют несколько европейских видов из миоцена-плиоцена, которые описаны только по отдельным позвонкам. Из миоцена Центральной Европы известен Varanus hofmanni, Varanus cf. hofmanni — из позднего миоцена Венгрии, близкий к Индо-Азиатским варанам Varanus sp. — из раннего миоцена Чехии. Другие находки рода Varanus известны из верхнего миоцена местонахождения Сивалик в Индии, миоцена Казахстана. Большинство ископаемых варанов, по-видимому, были похожи на современных, о чём свидетельствуют аналогичные особенности строения скелета и зубов.
К варанам относится также самая крупная из наземных ящериц — мегалания (Varanus priscus, [syn. Megalania prisca]), ископаемый вид из плейстоцена Австралии, возможно, достигавший более 7 м в длину.

## Классификация
На март 2018 года в род варанов включают 80 видов и делят его на несколько подродов:
Подрод Empagusia
- Varanus bengalensis — Бенгальский варан
- Varanus dumerilii — Варан Дюмериля
- Varanus flavescens — Жёлтый варан
- Varanus nebulosus — Дымчатый варан
- Varanus rudicollis — Южноазиатский варан

Подрод Euprepiosaurus
- Varanus benneti
- Varanus caerulivirens
- Varanus cerambonensis
- Varanus colei
- Varanus doreanus
- Varanus douarrha
- Varanus finschi
- Varanus indicus — Индийский варан, или мангровый варан
- Varanus jobiensis
- Varanus juxtindicus
- Varanus melinus
- Varanus lirungensis
- Varanus obor
- Varanus rainerguentheri
- Varanus semotus
- Varanus tsukamotoi
- Varanus yuwonoi
- Varanus zugorum

Подрод Haptusaurus
- Varanus beccarii — Чёрный древесный варан
- Varanus boehmei
- Varanus bogerti
- Varanus keithhornei
- Varanus kordensis
- Varanus macraei
- Varanus prasinus — Смарагдовый варан, или изумрудный варан, или зелёный варан
- Varanus reisingeri
- Varanus telenesetes

Подрод Odatria
- Varanus acanthurus — Кольцехвостый варан
- Varanus auffenbergi
- Varanus baritji
- Varanus brevicauda — Короткохвостый варан
- Varanus bushi
- Varanus caudolineatus — Полосатохвостый варан[2], или линейчатый варан[13]
- Varanus eremius — Пустынный варан
- Varanus gilleni — Австралийский древесный варан, или центральноавстралийский варан
- Varanus glauerti — Варан Глауэрта, или длиннохвостый скальный варан
- Varanus glebopalma — Тёмный варан
- Varanus hamersleyensis
- Varanus kingorum
- Varanus mitchelli — Варан Митчелла
- Varanus pilbarensis
- Varanus primordius — Североавстралийский варан, или карликовый варан
- Varanus scalaris
- Varanus semiremex — Береговой варан
- Varanus similis
- Varanus sparnus
- Varanus storri — Варан Сторра
- Varanus timorensis — Тиморский варан
- Varanus tristis — Черноголовый варан, или варан Шлегеля

Подрод Papusaurus
- Varanus salvadorii — Варан Сальвадора

Подрод Philippinosaurus
- Varanus bitatawa
- Varanus mabitang
- Varanus olivaceus

Подрод Polydaedalus
- Varanus albigularis — Белогорлый варан
- Varanus exanthematicus — Капский варан, или степной варан
- Varanus niloticus — Нильский варан
- Varanus stellatus
- Varanus ornatus
- Varanus yemenensis

Подрод Psammosaurus
- Varanus griseus — Пустынный варан, или серый варан
- Varanus nesterovi

Подрод Solomonosaurus
- Varanus spinulosus

Подрод Soterosaurus
- Varanus bangonorum
- Varanus cumingi
- Varanus dalubhasa
- Varanus marmoratus
- Varanus nuchalis
- Varanus palawanensis
- Varanus rasmusseni
- Varanus salvator — Полосатый варан
- Varanus samarensis
- Varanus togianus

Подрод Varanus
- Varanus flavirufus
- Varanus giganteus — Гигантский варан
- Varanus gouldii — Варан Гульда, или песчаный варан
- Varanus komodoensis — Комодский варан, или комодосский варан
- Varanus mertensi — Варан Мертенса
- Varanus panoptes
- Varanus rosenbergi
- Varanus spenceri — Варан Спенсера
- Varanus varius — Пёстрый варан